# Solidarité (notion sociologique)
Pour les articles homonymes, voir Solidarité.
 (octobre 2020).
Si vous disposez d'ouvrages ou d'articles de référence ou si vous connaissez des sites web de qualité traitant du thème abordé ici, merci de compléter l'article en donnant les références utiles à sa vérifiabilité et en les liant à la section « Notes et références ».

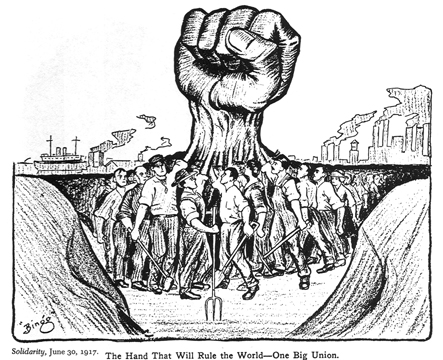
Dessin d'un poing levé en solidarité avec le mouvement ouvrier.

La solidarité est traditionnellement un devoir social ou une obligation réciproque d'aide et d'assistance ou de collaboration gracieuse qui existe entre les personnes d'un groupe ou d'une communauté du fait du lien qui les unit. Il n'y a pas de solidarité en dehors d'un groupe fermé,. La solidarité étant une obligation à l'intérieur d'un groupe social défini, le mot est utilisé abusivement pour désigner aussi l'altruisme, la générosité ou la charité.
Ces groupes sont à l'origine fondés sur un lien de sang ou de parenté (familles, clans, tribus), ou d'affiliation (amis, compatriotes, collègues, membres d'une amicale, d'une confrérie, d'une commune, d'une nation). La première des solidarités est la défense (contre des agressions ou des oppressions), ou la vengeance, ensuite vient l'aliment ou le secours, ensuite l'entre-aide et la coopération. C'est aussi l'obligation de faire cause commune, d'agir dans l'intérêt général du groupe. Elle existe toujours dans le droit positif entre ascendants et descendants et entre conjoints.
La solidarité est une appellation propre à la sociologie et à d'autres sciences sociales, aussi bien en philosophie qu'en bioéthique. En octobre 2005, la Conférence générale de l'UNESCO a adopté la Déclaration universelle sur la bioéthique et les droits de l'homme. Dans un sens restreint, le terme est généralement utilisé pour désigner les pratiques humaines. Au sens large, elle s'applique non seulement à tous les animaux, y compris l'Homme, mais aussi à l'univers des plantes.

## Sociologie

### Émile Durkheim

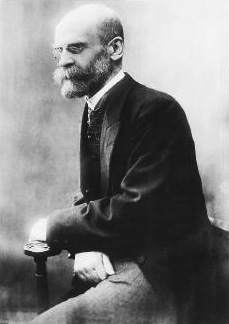
Émile Durkheim.

Émile Durkheim (1858-1917), l'un des fondateurs de la sociologie moderne, définit le fait social comme étant une entité sui generis, non réductible à la somme de ses parties, développant le concept de conscience collective. Son travail va bien au-delà de cette discipline, s'implique dans les sciences humaines, la philosophie, l’anthropologie, l’économie, la linguistique, l’histoire. Dans son livre De la division du travail social  il défend le principe selon lequel la société reste cohésive par deux forces unitaires. L'une est la relation de points de vue similaires partagés par les gens, les valeurs et les croyances religieuses, par exemple, à qui il donne le nom de « solidarité mécanique », l'autre est la division du travail social et professionnel qui a rendu les activités humaines fortement dépendantes, appelée « solidarité organique ».

#### Solidarité mécanique
La solidarité mécanique implique également l'identité psychique et sociale ou la similitude des individus, voire physique. Pour maintenir l'égalité, nécessaire à la survie du groupe, la cohésion sociale doit recourir à la conscience collective. Le progrès de division du travail change la société de la solidarité mécanique à la solidarité organique .

#### Solidarité organique
Puisque les fonctions sociales se spécialisent et se diversifient, Durkheim croit qu’une «solidarité organique» remplacera la « solidarité mécanique ». À l'opposé, la solidarité organique repose sur une différenciation des tâches impliquant les individus dans des liens d'interdépendance sociale. Dans les sociétés modernes, les membres du groupe sont à la fois spécialisés et complémentaires.
À mesure que les sociétés deviennent plus complexes, la division du travail et les différences qui en résultent parmi les individus conduisent à une indépendance croissante des consciences. Les sanctions répressives, qui existaient ou existent toujours dans les sociétés "primitives", sont aujourd'hui soutenues par le pouvoir législatif, qui protège les valeurs d'égalité, de liberté, de fraternité et de justice.
La division du travail, caractéristique des sociétés plus développées, engendre un nouveau type de solidarité, qui ne repose plus sur la similitude parmi les composantes (solidarité mécanique), mais en complétant les parties diverses. La rencontre d'intérêts complémentaires crée un nouveau lien social, c'est-à-dire un autre type de principe de solidarité, avec son propre moral, qui donne naissance à une nouvelle organisation sociale, à la solidarité organique. Puisqu'elle est fondée sur la diversité, la solidarité organique implique une plus grande autonomie, donnant lieu à une conscience individuelle beaucoup plus libre,.

## Discours

### Peter Kropotkin

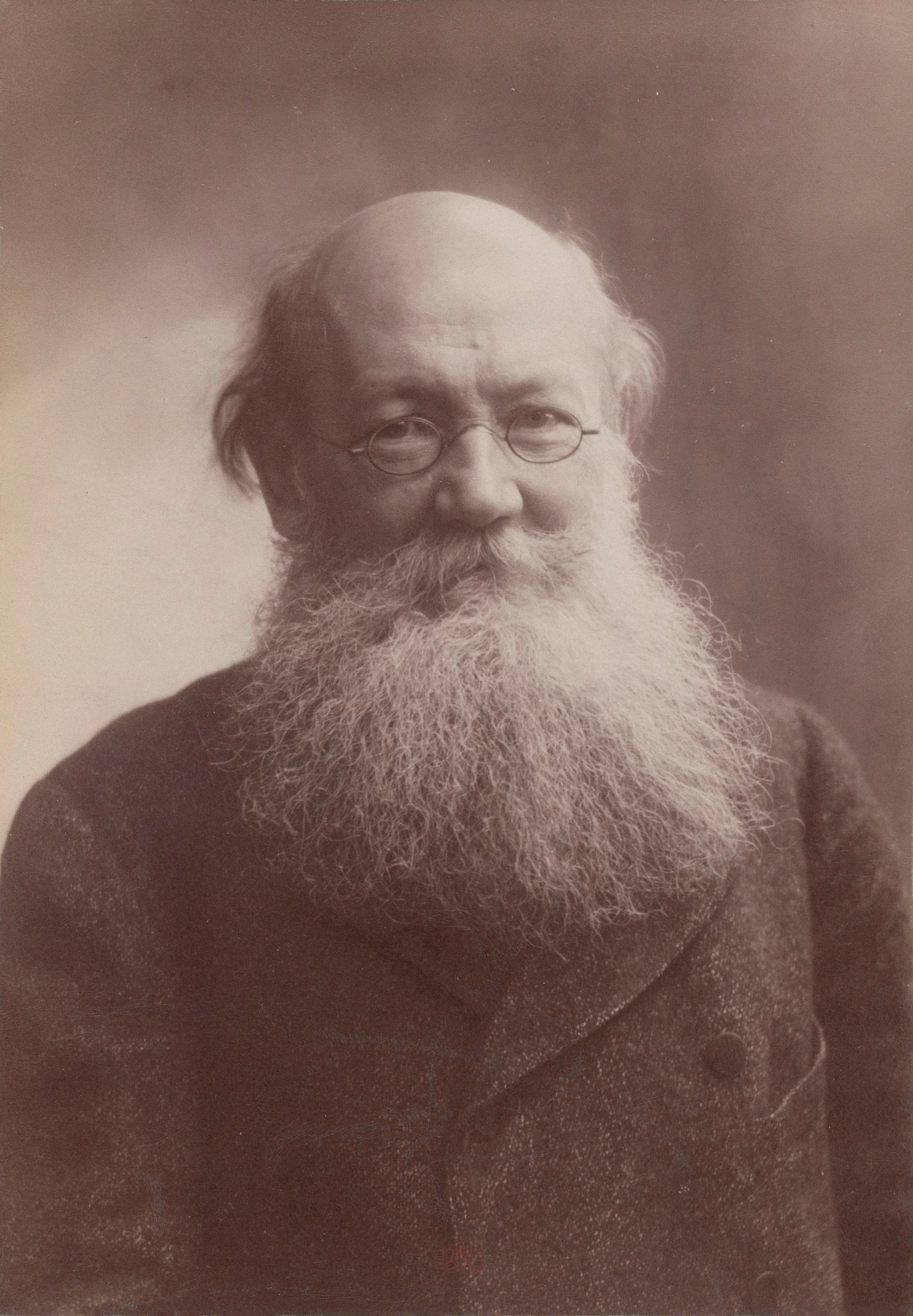
Pierre Kropotkine.

La création d'un lien entre la biologie et la sociologie est d'une importance capitale pour renforcer le concept de solidarité. Ce pas en avant est franchi par l'idéologue anarchiste et l'ancien prince Pierre Kropotkine (1842-1921). Dans un livre célèbre, Le Mutualisme : un facteur d'évolution (1902), écrit en partie en réponse au darwinisme social, Kropotkin définit la coopération comme un mécanisme de survie pour les sociétés humaines dans leur processus d'évolution. Selon lui, l'entraide, la coopération au sein d'une espèce, est un facteur important dans l'évolution des institutions sociales. La solidarité est essentielle à l'entraide, qui résulte non de l'attente d'une récompense, mais de sentiments instinctifs de solidarité.
Dans une préface du livre, Kropotkine écrit : « Le nombre et l'importance des institutions d'entraide développées par le génie créateur des masses sauvages et semi-sauvages, au cours de la première période clanique de l'humanité et encore plus au cours de la période villageoise suivante, et l'immense influence que ces premières institutions ont exercée sur le développement ultérieur de l'humanité, jusqu'à nos jours, m'ont incité à étendre mes recherches aux périodes historiques ultérieures également ; en particulier, pour étudier cette période des plus intéressantes - les cités-républiques médiévales libres, dont l'universalité et l'influence sur notre civilisation moderne n'ont pas encore été dûment appréciées. Enfin, j'ai essayé d'indiquer brièvement l'immense importance que les instincts de soutien mutuel, hérités par l'humanité de sa très longue évolution, jouent encore aujourd'hui dans notre société moderne, qui est censée reposer sur le principe : « chacun pour soi et l'État pour tous », mais qu'elle n'a jamais réussi, ni ne réussira à réaliser ». Kropotkine a défendu un système économique et social alternatif, qui serait coordonné par un réseau horizontal d'associations volontaires avec des biens distribués en fonction des besoins physiques de l'individu, et non selon les travaux des individus.

## Solidarité et paix

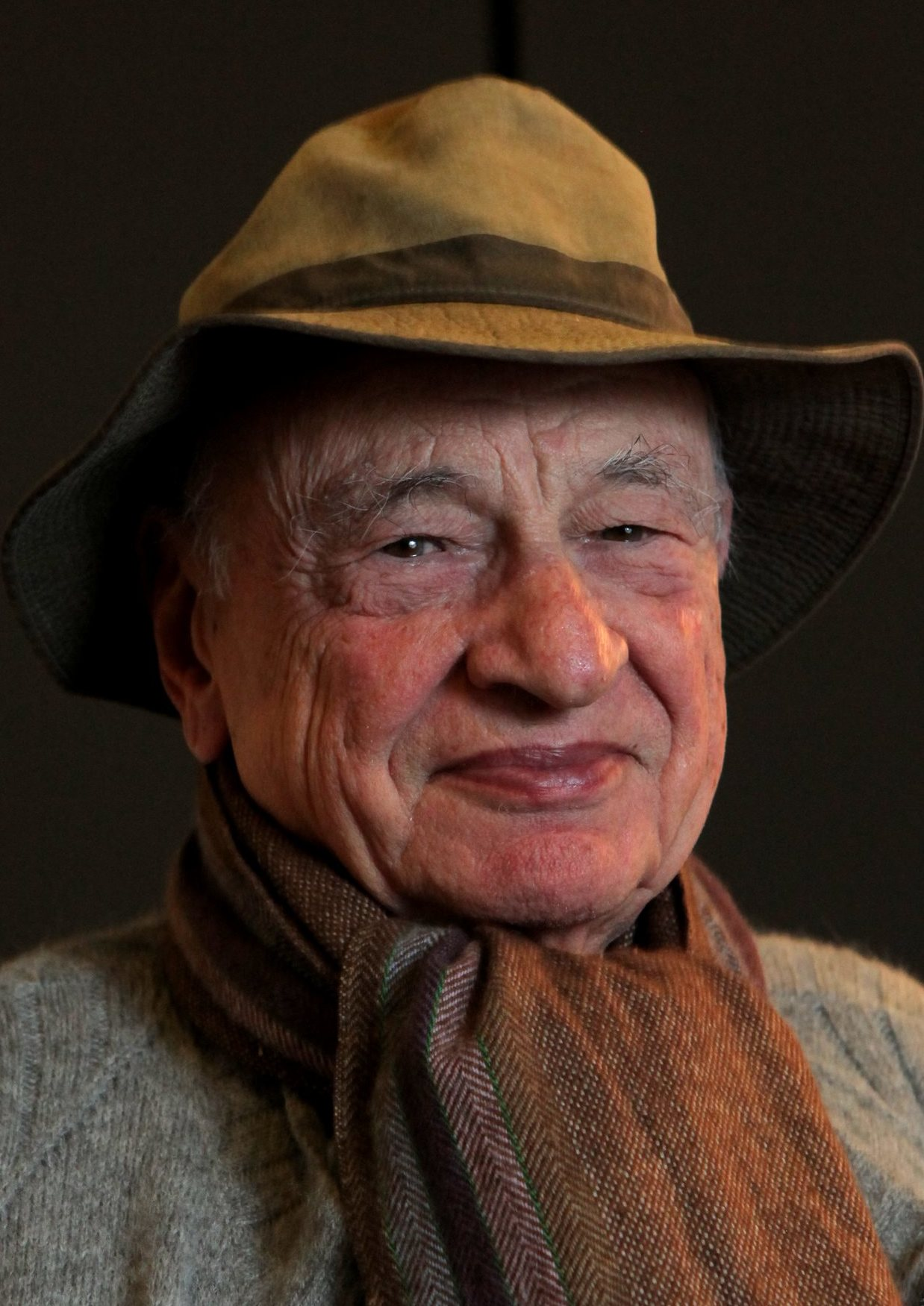
Edgar Morin.

Le problème de la solidarité, parallèlement à celui de la paix, est central dans la pensée de gourous comme Jiddu Krishnamurti et le Dalaï-lama. C'est aussi une préoccupation du philosophe et sociologue français Edgar Morin, préoccupation exprimée pour la première fois dans son livre Terre-Patrie, « notre maison et notre jardin », soulignant à l'échelle mondiale les dangers des politiques insaisissables et non favorables comme celles de Donald Trump,,.[Quoi ?]
L'astrophysicien et promoteur scientifique Hubert Reeves est un peu moins pessimiste. Il a du mal à croire que les êtres humains sont négligents au point de laisser leur espèce s'éteindre sur la Terre, sans sous-estimer la complexité des problèmes. Il suppose qu'il y a des signes positifs à cet égard, même dans des cas extrêmes que pourtant il n'exclut pas.[réf. nécessaire]

### Sujets connexes
- Fraternité parmi ses semblables ;
- Coopération mutuelle entre deux personnes ou plus ;
- Idéalisme – position entre réalité et utopie ;
- Interdépendance de coutumes, de sentiments, d'idées ;
- Essai sur le don – forme et raison de l'échange dans les sociétés archaïques.

## Discussion sociologique
La solidarité caractérise des personnes qui choisissent ou ressentent la nécessité morale d'assister une autre personne et réciproquement. La solidarité se distingue de l'altruisme : l'altruiste peut souhaiter aider autrui sans pour autant se sentir concerné par ce qui lui arrive, et inversement on peut se rendre solidaire d'autrui simplement par intérêt bien compris (attente d'une réciprocité) et non par altruisme.
Très souvent, on présente sous cette forme positive des formes de solidarité plus ambiguës :
- une forme d'échange mutuel, où chaque membre se rend solidaire des autres parce que les autres se rendent solidaires de lui. C'est donc un calcul (économique) et non une démarche généreuse (voir coopération),
- une forme de solidarité imposée, où chaque membre se trouve obligé d'adhérer au groupe sous peine de perdre certains bénéfices (frais de copropriété...), voire sous la menace de sanctions (partie socialisée du salaire, impôts, conscription). Par exemple, l'armée inculque généralement une grande solidarité et de l'entraide entre les soldats, qui sont liés par un destin commun (« gagner ou mourir ensemble »).

La solidarité se manifeste particulièrement lorsqu'une partie d'une population est victime d'un problème inattendu frappant aléatoirement : une catastrophe naturelle, un acte terroriste, etc.

### Analyse sociologique du terme
La notion est étudiée par Charles Gide à la fin du XIXe siècle ; théoricien de l'École de Nîmes, mouvement coopératif français, il a développé les idées de coopération émancipatrice à partir de 1886.
Puis Émile Durkheim, dans De la division du travail social (1893), reprend et développe la notion de solidarité sociale en tant que lien moral entre individus d'un groupe ou d'une communauté. Selon Durkheim, pour qu'une société existe, il faut que ses membres éprouvent de la solidarité les uns envers les autres. Elle est liée également à la conscience collective qui fait que tout manquement et crime vis-à-vis de la communauté suscite l'indignation et la réaction de ses membres. Il développe les concepts de « solidarité mécanique » et de « solidarité organique ». Une société donnant lieu à de la solidarité mécanique tient sa cohésion de l'homogénéité de ses membres, qui se sentent connectés par un travail, une éducation, une religion, un mode de vie similaires. La solidarité mécanique se produit normalement dans les sociétés traditionnelles de petite taille. La solidarité organique provient quant à elle de l'interdépendance qui vient de la spécialisation du travail et des complémentarités entre personnes, que provoquent les sociétés modernes, industrielles,

### Formes
La solidarité au sein d'une société s'exprime en particulier envers les plus pauvres ou des groupes ou personnes vulnérables, à court, moyen ou long terme, à échelle locale ou plus large (coopération décentralisée, solidarité internationale). Elle peut prendre la forme d'une aide pécuniaire, d'un soutien moral, ou d'une aide en nature (nourriture, etc.), de l'accueil de réfugiés, etc.
Depuis la fin du XXe siècle, et en particulier depuis le Sommet de la Terre de Rio, on parle aussi de solidarité transgénérationnelle (ou envers les générations futures, et de solidarité écologique, thèmes retrouvés dans le projet de Pacte de solidarité écologique sur le site du ministère de l'Écologie,

### Utilisation politique du terme

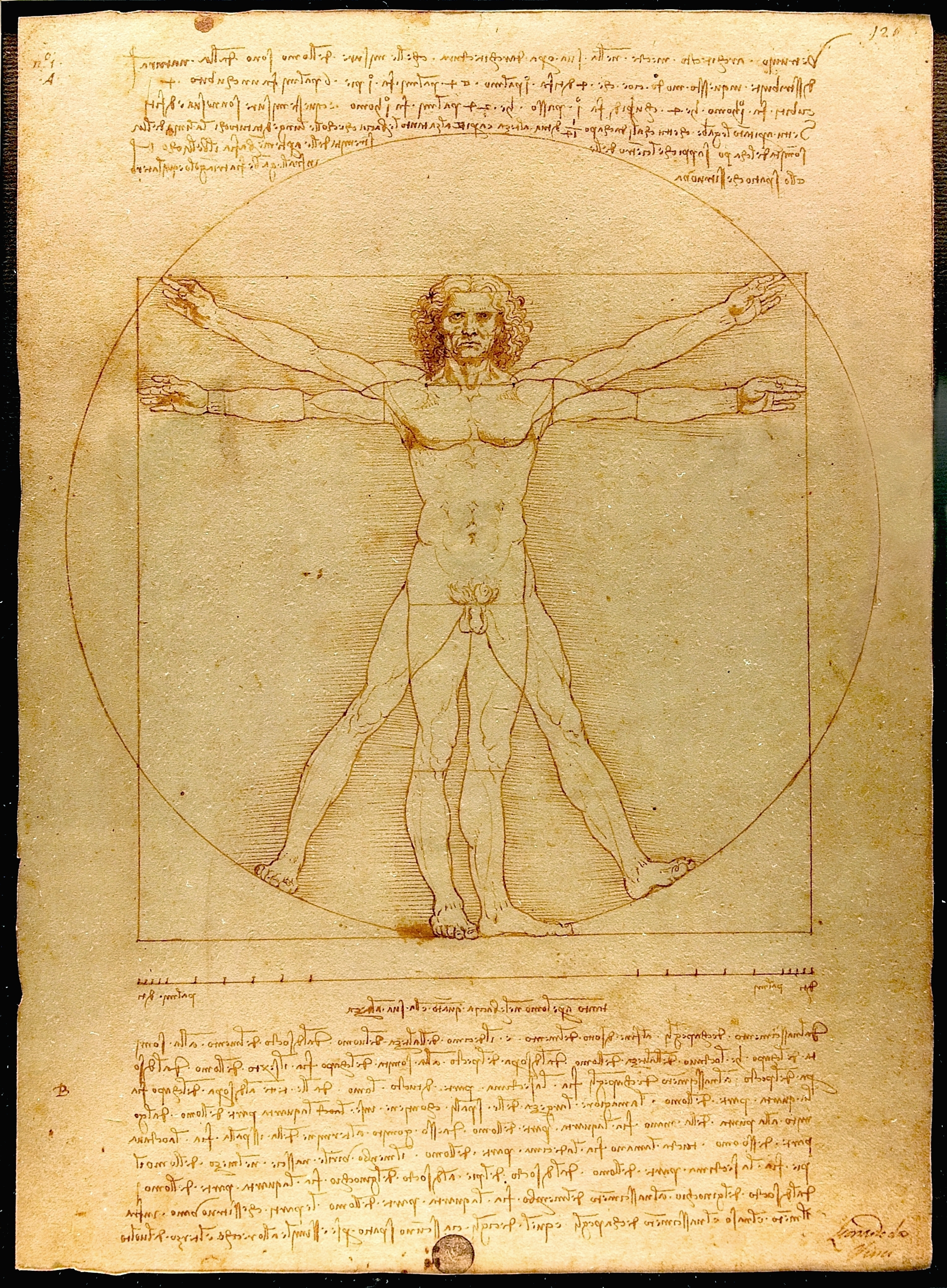
La citation du philosophe grec Protagoras, « L'homme est la mesure de toutes choses », et lHomme de Vitruve, dessin de Léonard de Vinci (fin XVe), sont les symboles les plus connus de la pensée humaniste.

L’État pratique une redistribution des revenus et des richesses que les hommes politiques élus justifient, selon leur tendance politique, par un « devoir de solidarité » entre membres d'une même société, par une augmentation des inégalités sociales menaçant la cohésion sociale, ou par une confiscation des richesses produites par le travail au profit du capital, nécessitant une redistribution des richesses. Selon les plus libéraux, économiquement parlant, cette pratique tend vers l'assistanat et la spoliation étatique.
Divers types d'organisations se réclament de la valeur positive de solidarité, voire se considèrent comme un fragment de l'incarnation de la solidarité : les organisations non gouvernementales (terme désignant une association indépendante des gouvernements) telles que médecins sans frontières, de très nombreuses associations ayant parfois des objectifs opposés, et des syndicats de salariés.
Il est à noter que, dans le vocabulaire administratif, législatif et gouvernemental, le mot solidarité est presque toujours employé dans un sens restreint, très éloigné du sens propre puisqu'il exclut précisément toute notion de mutualité ou de réciprocité. Il est plutôt utilisé pour désigner des prélèvements obligatoires sans contrepartie, ne permettant pas aux assujettis de bénéficier d'un mécanisme de solidarité. Le mot « solidarité », dans ce cas, est utilisé pour sa connotation sociale positive, sans signification particulière. Plus généralement, le mot solidarité est souvent utilisé comme un substitut de notions idéologiquement connotées, désuètes ou susceptibles d'interprétations négatives telles que charité, aumône ou assistance, et sans référence au sens initial. Il fait partie, à cet égard, du vocabulaire français politiquement correct.

## Éponymie
- L'astéroïde (8991) Solidarité, découverte en 1980 et nommée ainsi le 2 octobre 2001, à la suite des attentats du 11 septembre 2001

### Organisations
- Liste des Organisations de Solidarité Internationale françaises engagées dans l’action humanitaire